# Суриков Василь Іванович

Дочка Єлена, Василь Суриков, брат Олександр

Василь Іванович Суриков (рос. Василий Иванович Суриков; 12 (24) січня 1848 — 6 (19) березня 1916) — російський художник, автор кількох монументальних полотен з історії Росії та портретів.

## Життєпис. Ранні роки
Походить з родини українських козаків Сибіру. Мати походила зі старовинної родини Торгошиних, відомої з кінця 17 століття. Молодий Василь згадував про власних предків, додаючи, що він козацького роду з 200-річною історією.
Художні здібності хлопця помітив вчитель малювання Красноярського повітового училища. Він і давав підлітку для копіювання гравюри з картин старих майстрів — знана практика навчання в 19 столітті. По смерті батька, що помер від туберкульозу, Василь вже юнаком заробляв гроші, працюючи писарем в канцелярії. Родині не вистачало грошей, і мати здавала в оренду другий поверх власного дерев'яного будинку. Але Василь в дозвілля не покидав малювання. Малюнки Сурикова бачили співробітники. Згодом вони потрапили на очі губернатору краю — П. Н. Зам'ятіну. Той, граючи роль мецената, розпорядився подати клопотання до керівництва Імператорської академії мистецтв у Петербурзі про зарахування туди Сурикова учнем. З Академії прийшла відповідь, що вони згодні узяти того учнем, але без виплати стипендії. До справи підключили місцевого багатія, золотопромисловця П. І.  Кузнецова. Той погодився сплатити грошовий внесок за навчання Сурикова і разом з обозом золотопромисловця Кузнецова, що прямував до Петербурга, відправив у столицю Російської імперії й здібного юнака.
Провінційна освіта юнака виявилася недостатньою, аби потрапити до Імператорської академії. Але наполегливий Суриков не відступився і пішов у рисувальну школу Товариства заохочення художників. Він з успіхом закінчив рисувальну школу Товариства за три місяці й таки став студентом академії 28 серпня 1869.
Серед наставників Сурикова — Павло Чистяков. Серед його учнів — В. О. Сєров, М. О. Врубель тощо. В роки навчання Суриков отримав за власні навчальні твори чотири срібні медалі та декілька грошових премій, що не були зайвими для небагатого учня.
Дипломним твором Сурикова була цілком академічна композиція на біблійну тему — «Апостол Павло, що пояснює догмати християнства Іроду Агриппі, його сестрі Береніці та римському проконсулу Фесту» (1875). Вже в дипломному творі проглянули драматичні зіткнення сильних історичних постатей, носіїв протилежних ідейних настанов, які приваблювали Сурикова і знайдуть відображення в більшості його майбутніх картин.
Картина не викликала схвальних відгуків у консервативно налаштованого керівництва. І Сурикову не дали Золотої медалі, що давала право на закордонну подорож за державні кошти. Він вийшов з навчального закладу тільки художником 1 ступеня. Замість закордонної подорожі митець узявся створити стінописи у московському храмі Христа Спасителя. Праця розтяглася на два роки, Суриков створив композиції чотирьох Вселенських соборів.

## Подяка меценатам
Суриков не забув власних благодійників. Серед перших творів митця — портрет губернатора П. Н. Зам'ятіна. Золотопромисловцю Кузнецову П. І. художник подарував картину біблійної тематики — «Милосердний самарянин», а Петро Іванович придбав перший варіант полотна «Сенатська площа з монументом Петру I».

## Московський період. Шлюб

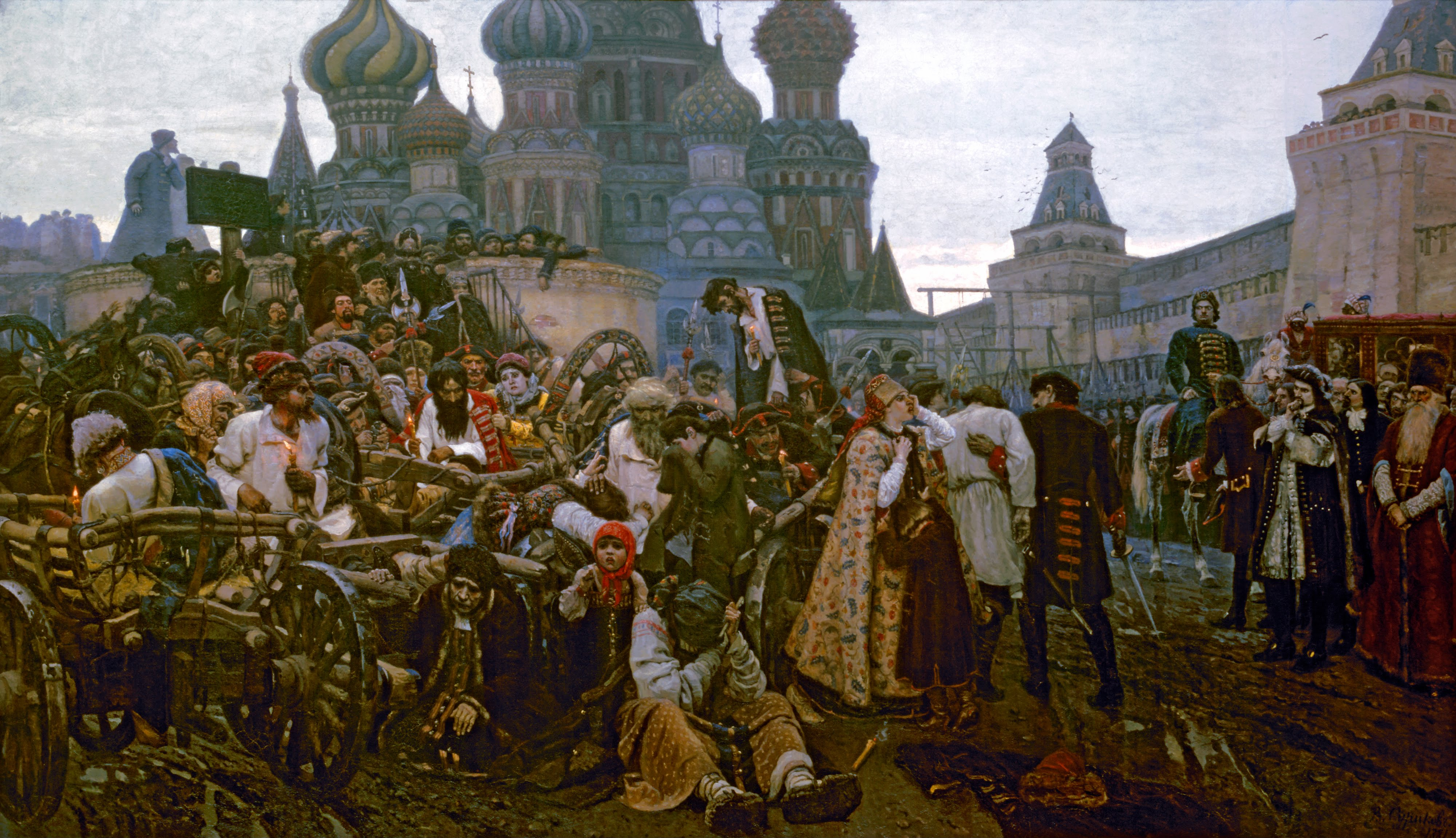
«Ранок стрілецької страти», 1878—1881, Третьяковська галерея

У 1877 митець остаточно перебрався жити у Москву.
У 1878 узяв шлюб з Єлизаветою Шаре, що була внучкою декабриста П. М. Свистунова. До майстра прийшов невеликий статок, що дозволило не працювати на замовлення. Отримав можливість бути вільним митцем. І він добропорядно та відповідально використав цей статус вільного художника.
Серед перших самостійних творів Сурикова — «Ранок стрілецької страти», 1878—1881. Суриков наважився звернутися до історичних подій кінця 17 століття. Розгніваний молодий цар Петро I поспіхом повернувся в Москву через звістку про повстання державних стрілецьких полків. Петро замолоду знав про нещадну поведінку повстанців і цього разу був вкрай нещадним до повсталих, що порушили державну присягу. (Оскаженілий Петро сам рубатиме голови повсталих вояків. Він вимагав негайної покори й відданості собі й від боярського оточення, і від нових вельмож, набраних з талановитих слуг. Діяльно демонстрував свою відданість вчинкам царя і молодий Олександр Меншиков, що теж завзято рубав чужі голови). Суриков не хотів лякати глядачів сценами самої жорстокої страти, а зупинився на самому її початку, на ранку. На покарання ведуть лише першого стрільця.
В картині на цілком історичний сюжет не виведено на перший план царя, що було досить незвично для тогочасного історичного живопису. Петро I на картині — далеко збоку праворуч, і лише спотворене гнівом обличчя виділяє останнього з натовпу прибічників.
Дивує й розкішно виписаними подробицями натовп стрільців та їхніх родин, яких виволокли на покарання разом з родинами та дітьми. Саме цей натовп різнохарактерних осіб і подав художник головним «героєм» власного твору. Під час створення картини Суриков мешкав в невеликій квартирі на Зубовському бульварі. Полотно було настільки великим, що митець був вимушений розміщати її по діагоналі кімнати. Доброї майстерні Суриков не мав роками.
Саме в цю кімнату і навідувався купець Павло Третьяков, що збирав картини російських митців і що планував придбати для власної галереї й цей твір. Картина і стане згодом його придбанням. Значні грошові суми, отримані від Павла Третьякова, стануть базою фінансової незалежності Сурикова від праці на замовлення.

## Суриков-пейзажист

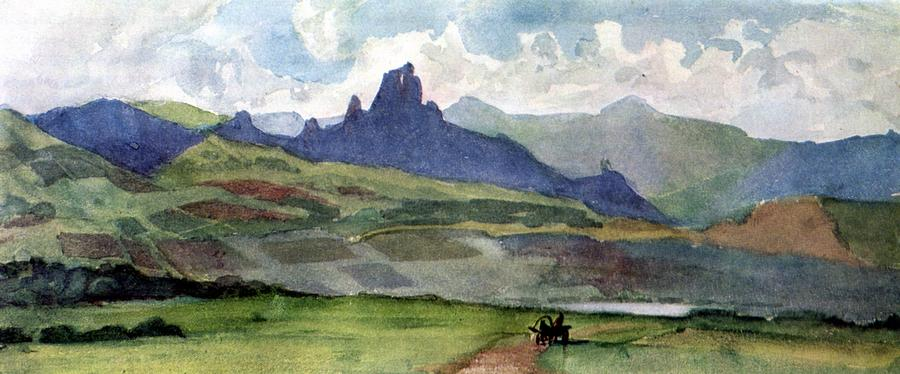
«Мінусінськ», акварель

Дев'ятнадцяте століття — століття переоцінки жанру пейзажу, його піднесення і в моді, і в комерційній вартості, і в повернені йому мистецького престижу. До створення пейзажів бралися навіть митці, у творчому доробку яких пейзаж не посів значного місця (Рєпін, Врубель). Власні спроби в пейзажному жанрі зробив і Суриков, серед перших — два варіанти «Сенатської площі з монументом Петру I». Могутній міський пейзаж Москви подав художник і в картині «Ранок стрілецької страти», дозволивши собі лише подати більш тісно реальні архітектурні споруди.
Надалі пейзаж ніби зникає у майстра як самостійний жанр, але залишається у його попередніх ескізах до епічних історичних полотен. У 20 столітті, коли ескізи майстрів минулого набули самостійної естетичної вартості, пейзажні замальовки Сурикова цікаві не тільки як штудії, необхідні як середовище його історичних композицій, а і як самостійні твори (ескіз дощок до «Боярині Морозової», «Дахи під снігом», акварель «Санта Марія дель Фйоре. Флоренція», «Собор Сан Марко. Венеція», «Мінусінськ»).

## Бачення Меншикова
Творчий процес наздоганяв митця у несподіваних місцях. Влітку 1881 року, в дощові дні перебування з родиною в сільці Перерва неподалік станції Любліно Суриков наштовхнувся на новий для себе сюжет — заслання князя Меншикова. Тісна селянська хата, глухомань, нудьга і неможливість працювати — повернули уяву художника до чужої біографії, до сильної особи, що влучно використала щасливий випадок, піднялася до вершин влади й все втратила. Суриков згадував: 
| Ліві лапки | ... я жил под Москвой на даче, в избе крестьянской. Лето дождливое было. Изба тесная, потолок низкий. Дождь идет, и работать нельзя. Скушно. И стал я вспоминать: кто же это вот точно так же в избе сидел. И вдруг... Меншиков... Сразу все пришло - всю композицию целиком увидел. Только не знал еще, как княжну посажу. | Праві лапки |

Княжну, що огорнулася в коштовну шубу, він напише пізніше з власної дружини. Та хворіла і мерзла, сіла біля грубки, не скидаючи шуби. Обличчя було сумне, в очах така туга, ніби власну загибель передбачати почала. Художник так і намалював її спочатку аквареллю, а потім переніс цю трагічну постать в картину. Це один з найкращих жіночих образів в картинах митця, споріднених з чорницею в «Боярині Морозовій» чи навіть з самою Морозовою.

## «Бояриня Морозова». Задум і здійснення
Задум створити полотно про бояриню Морозову виник навіть раніше, ніж задум про «Меншикова», що навернув творчу енергію Сурикова не до років могутності та тріумфу баловня безродного, а до нищівної поразки його останніх днів. Але художник дав собі відпочинок і створив спочатку «Меншикова на засланні в Березові».
Праця над «Морозовою» — розтяглась на роки. Картина писалася уривками, після віднайдення і потрібних натурників, і потрібного речового реманенту. Так, різьблений дерев'яний посох художник побачив у незнайомої богомолки (в картині — той в руках паломника). Юродивого писав з ринкового алкоголіка, якого просив сідати у сніг. Якось в запалі Суриков сказав, аби він писав сцену пекла, то й натурників посадив би у полум'я — і сам би у те полум'я сідав. Митець жадав правди, а не віртуозної фантастики в історичних картинах.

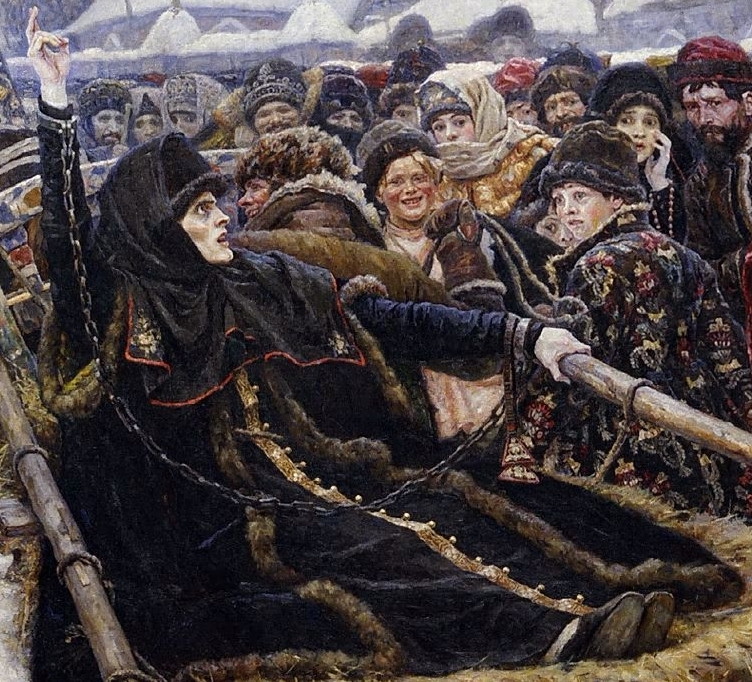
«Бояриня Морозова», Третьяковська галерея
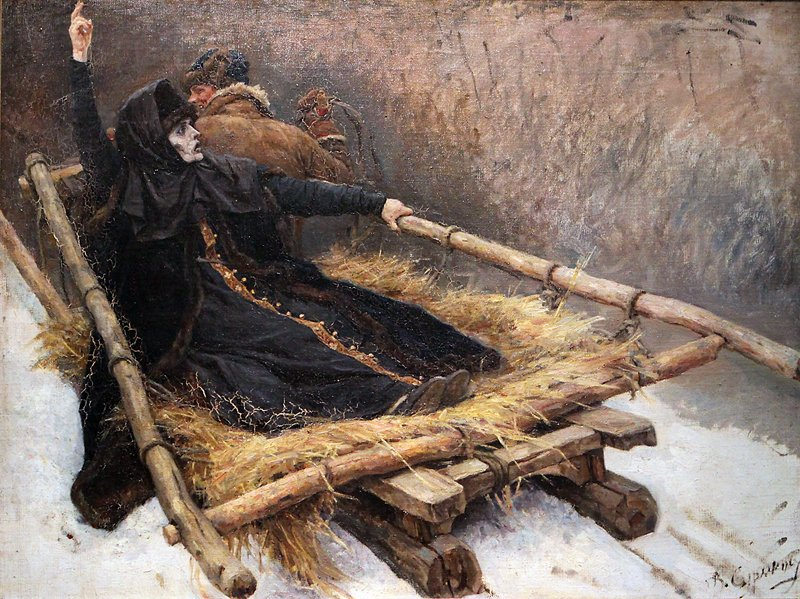
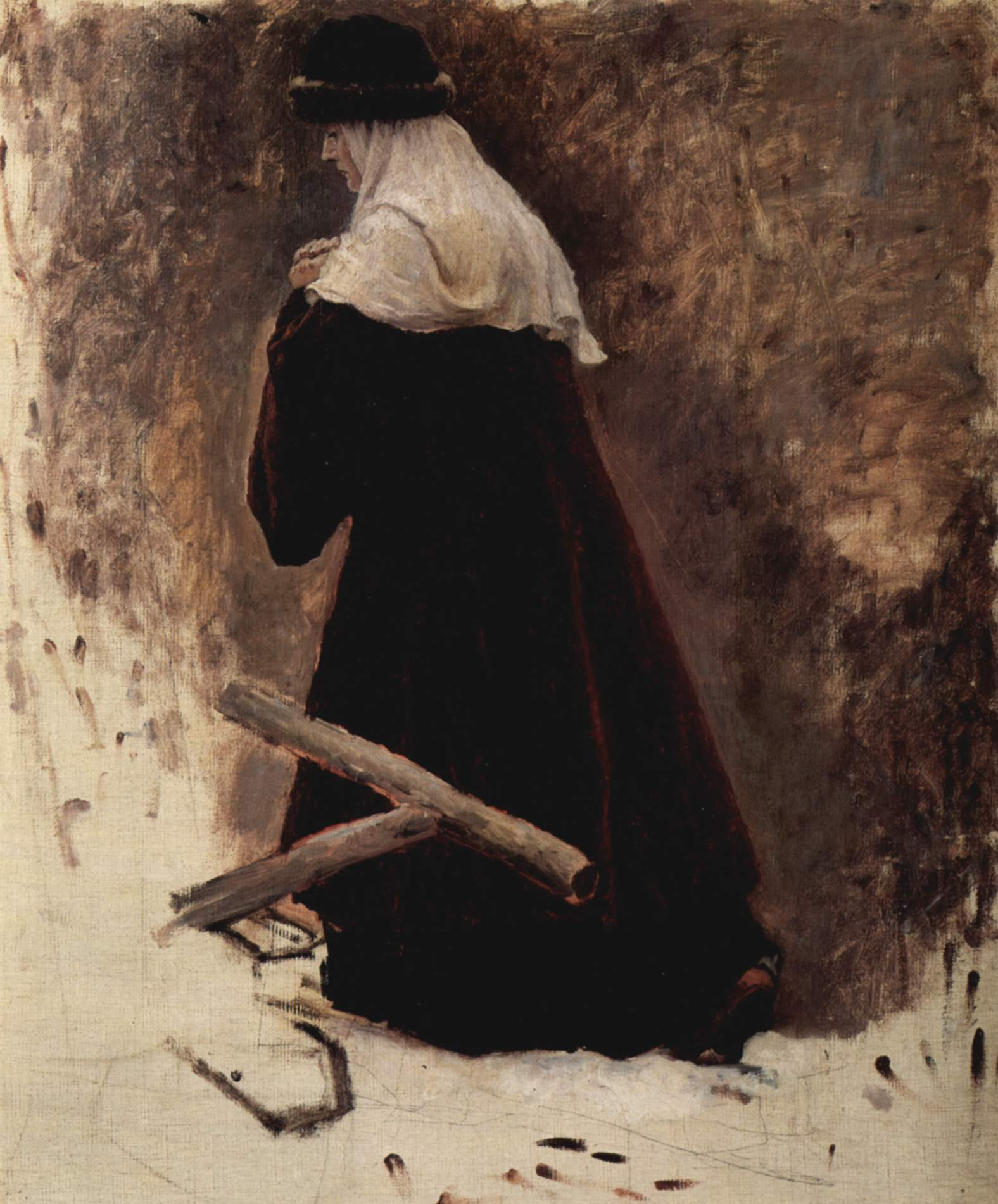
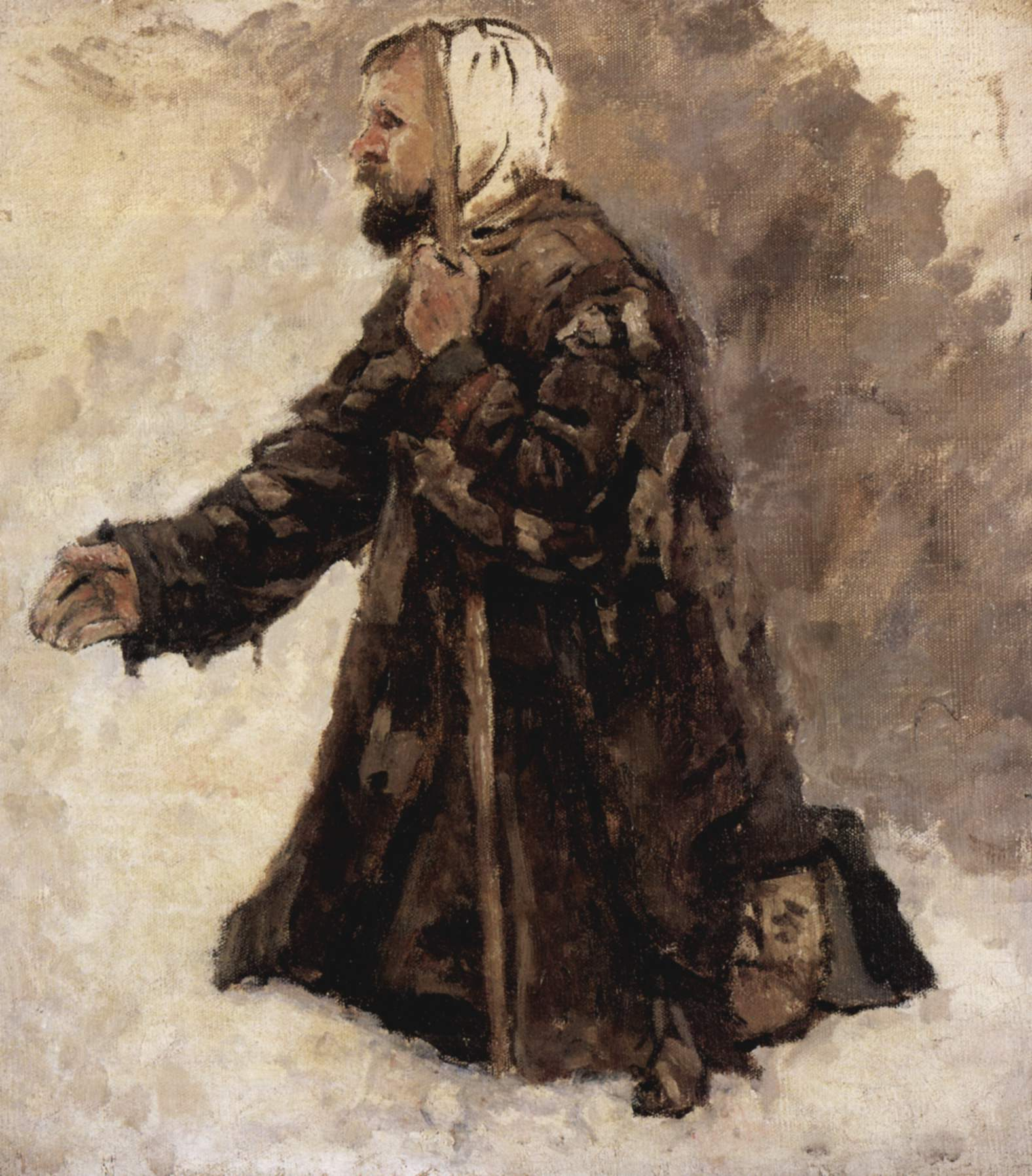
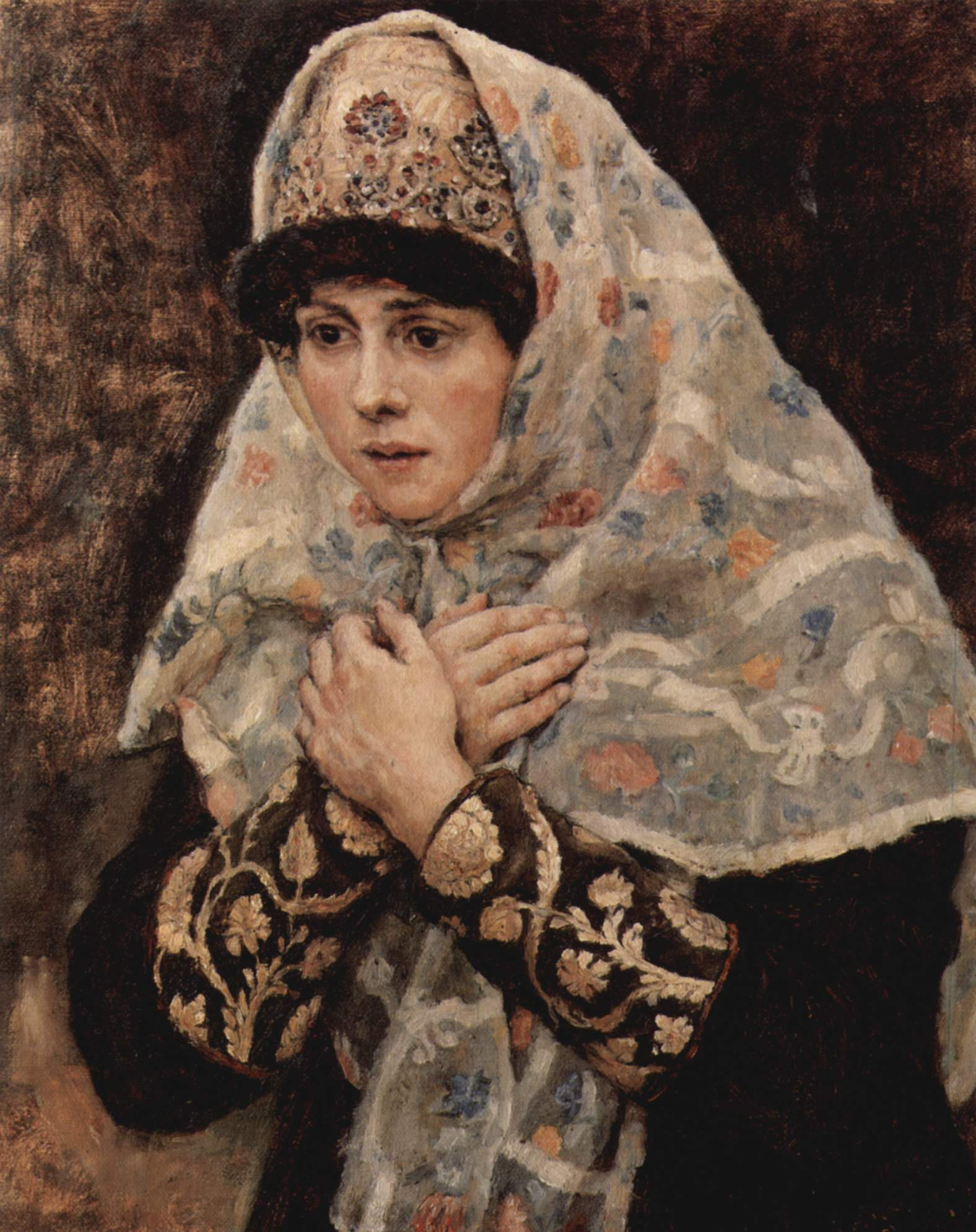

## Останні роки
У 1910 разом із зятем художником П. П. Кончаловським (чоловіком дочки Ольги) мандрував по Іспанії. У Красноярську в тому ж 1910 за його ініціативою була відкрита художня школа. Суриков з Петербурга передав для красноярської школи необхідне устаткування.
Влітку 1914 знову навідався до Красноярська, де написав низку пейзажів: «Красноярськ в районі Благовіщенської церкви», «Плашкоут на річці Єнісей» та ін. Була розпочата картина на релігійну тематику — «Благовіщення», але художник покинув її незакінченою (нині — експонат Красноярського художнього музею ім. В. І. Сурикова).
В 1915 приїхав на лікування до Криму.
Помер в Москві 19 березня 1916 від хвороби серця. Поховали поряд із його дружиною на Ваганьковському кладовищі.

## Вибрані твори
- «Портрет губернатора П. Н. Зам'ятіна»
- «Сенатська площа з монументом Петру I», 1870, Державний Російський музей, Санкт-Петербург
- «Апостол Павло, що пояснює догмати християнства іроду Агриппі, його сестрі Береніці та римському проконсулу Фесту», 1875, Третьяковська галерея
- «Автопортрет»
- «Ксенія Годунова тужить по померлому нареченому», 1881, Третьяковська галерея
- «Маскарад у Москві часів Петра I», акварель
- «Ранок стрілецької страти», 1878—1881, Третьяковська галерея
- «Захоплення снігового містечка»
- «Бояриня Морозова»
- «Портрет Крачковського», 1884, Донецький обласний художній музей
- «Дочка Ольга Сурикова дитиною», 1888, Третьяковська галерея
- «Леонід Чернишов», 1889, Красноярський краєзнавчий музей
- «Підкорення Сибіру Єрмаком»
- «Меншиков на засланні у Березові»
- «Портрет матері», 1894, Красноярський краєзнавчий музей
- «Перехід Суворова через Альпи», 1899
- «Степан Разін», 1906, Державний Російський музей
- «Наталя Федорівна Матвєєва», 1909
- «Княгиня Поліна Іванівна Щербатова», 1910
- «Благовіщення» (не закінчена)

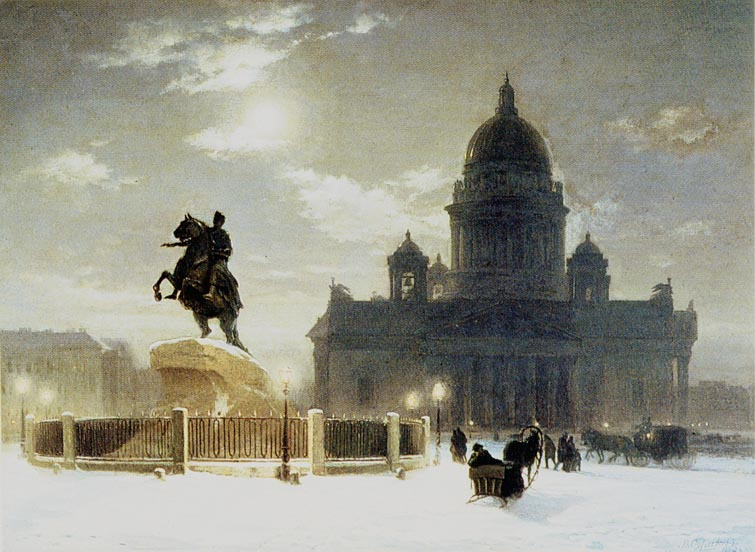
«Вид пам'ятника Петру I на Сенатській площі в Санкт-Петербурзі»
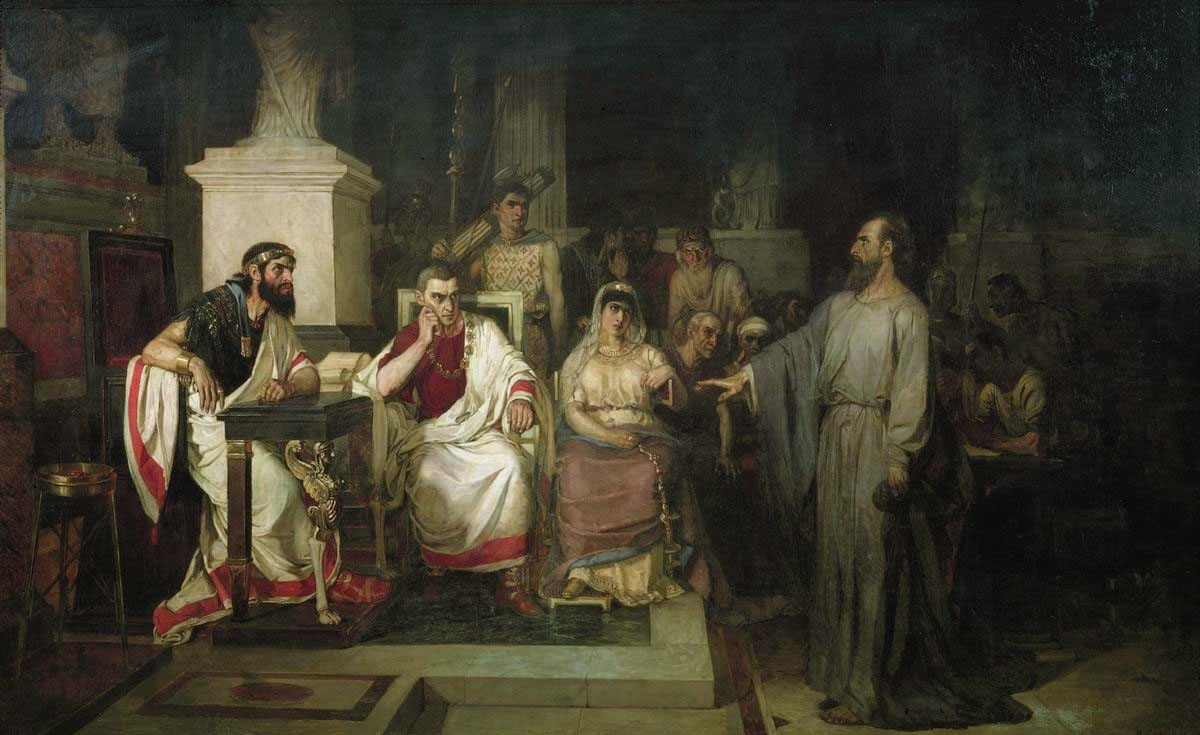
«Апостол Павло, що пояснює догмати християнства Іроду Агриппі, його сестрі Береніці та римському проконсулу Фесту», 1875, Третьяковська галерея
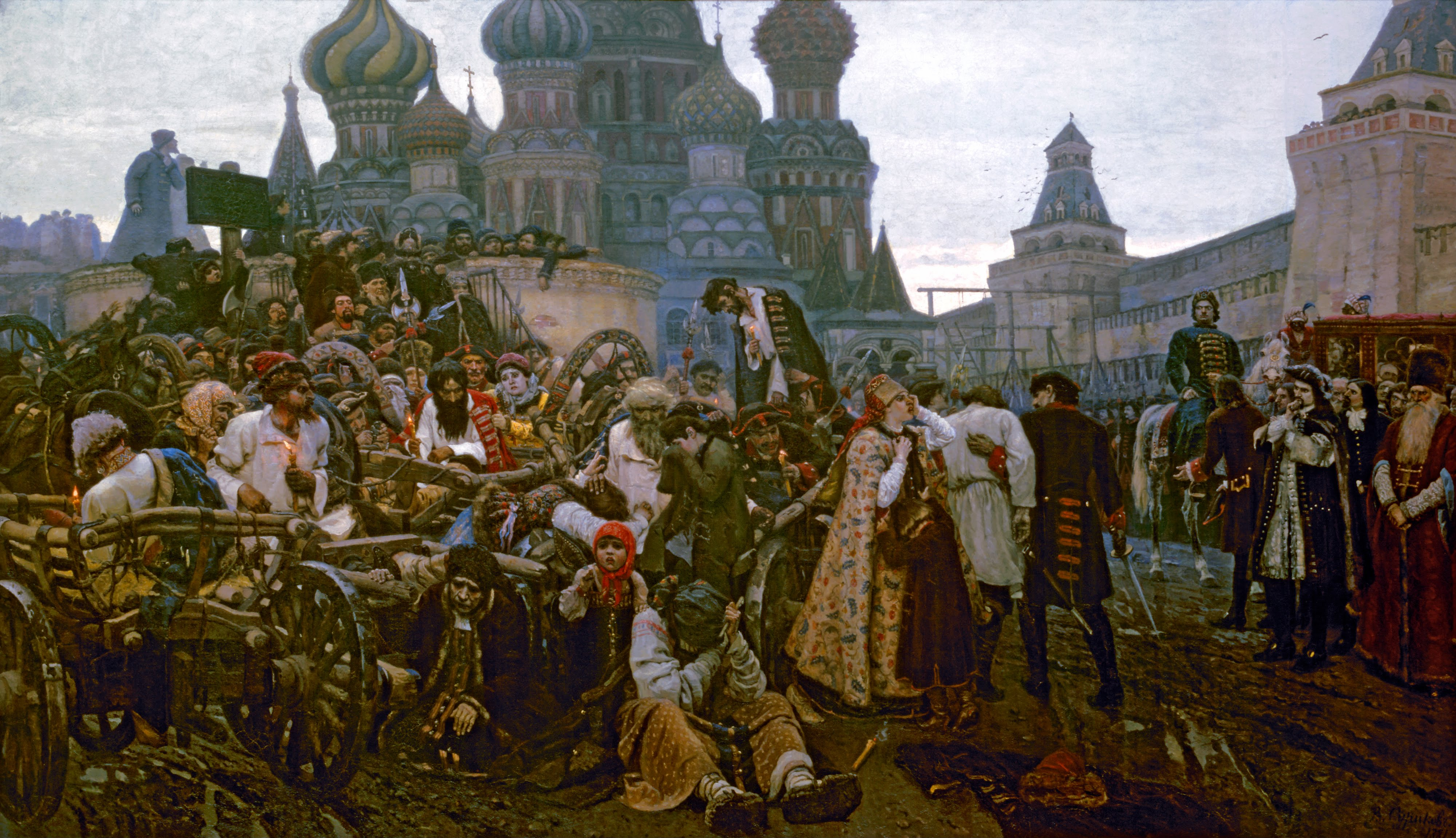
«Ранок стрілецької страти», 1878—1881, Третьяковська галерея
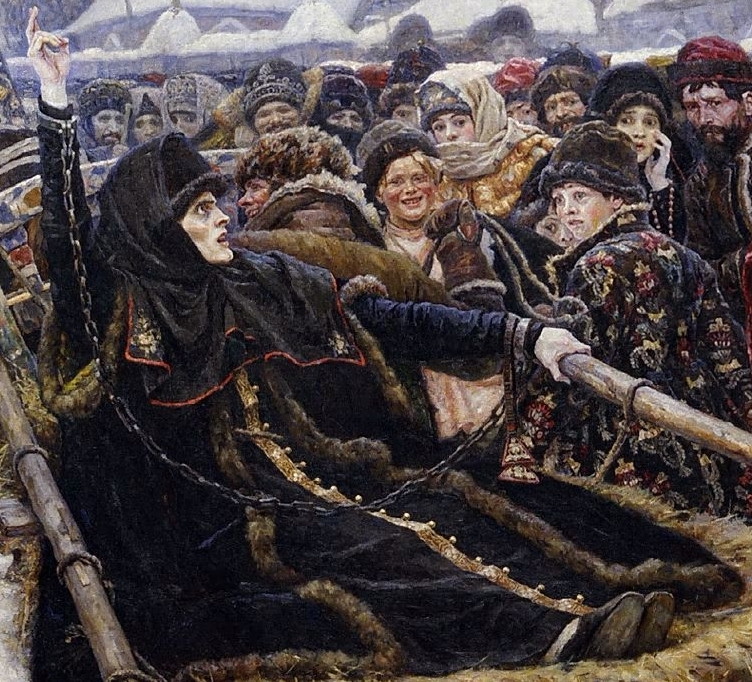
«Бояриня Морозова», Третьяковська галерея
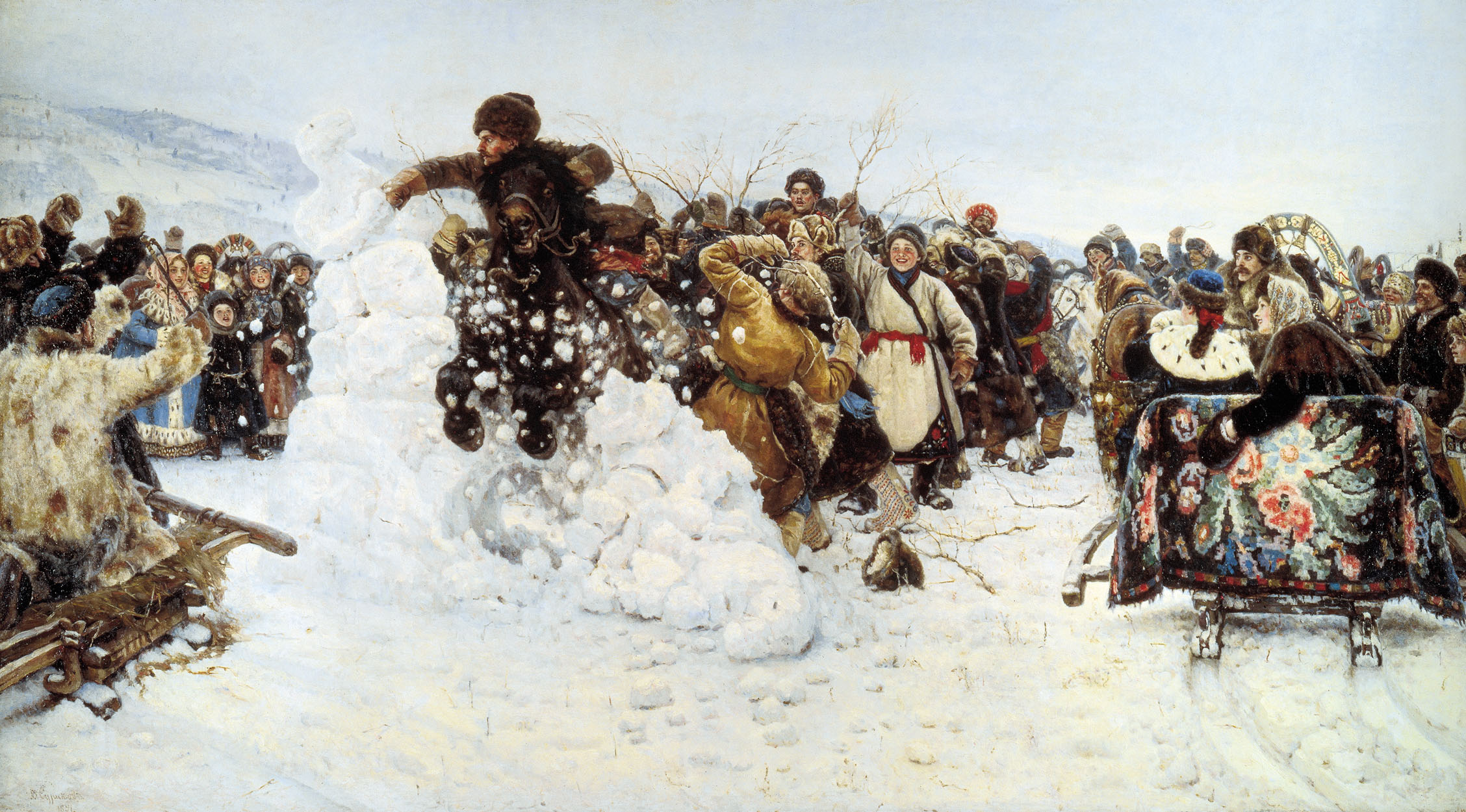
«Взяття снігового містечка»
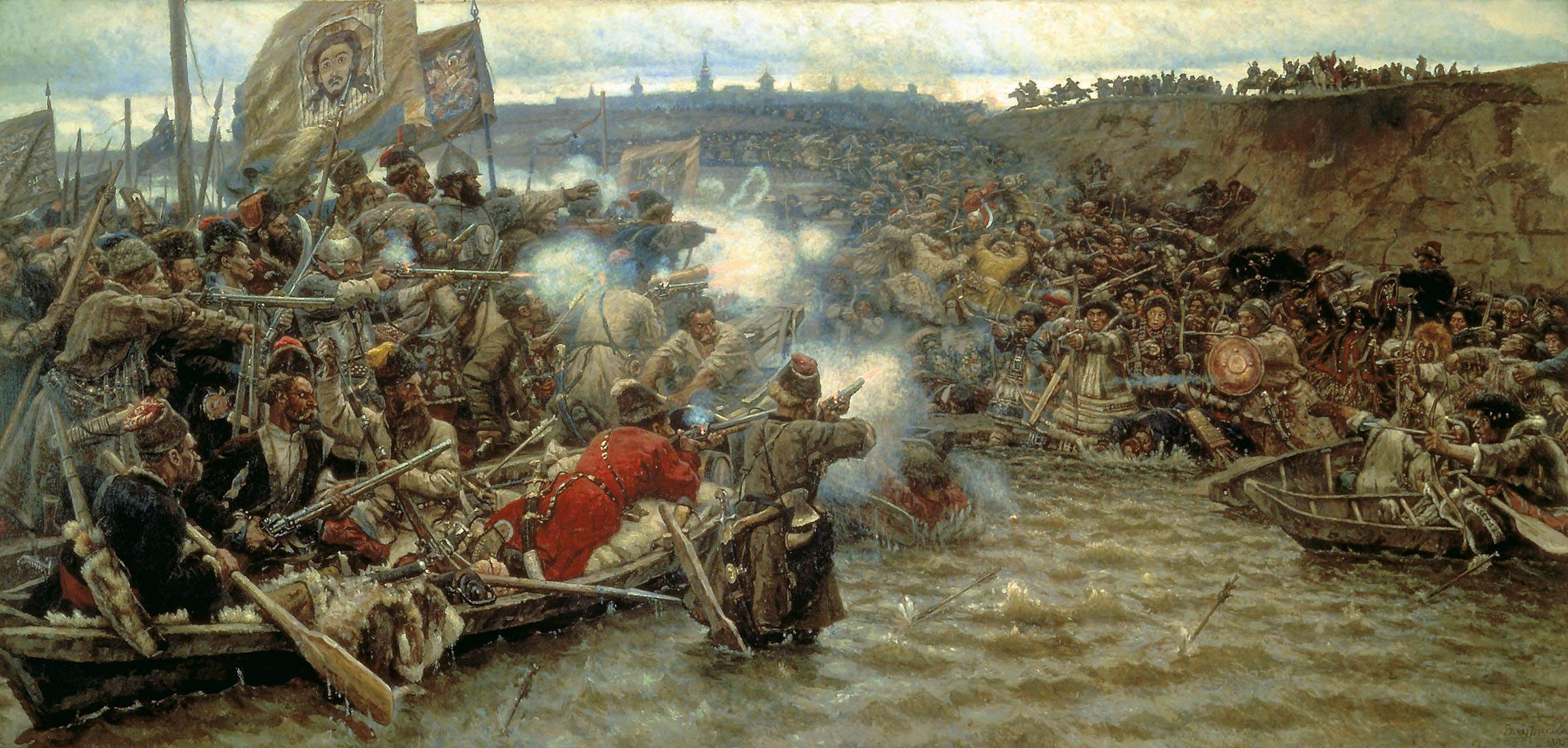
«Покорення Сибіру Єрмаком Тимофійовичем»
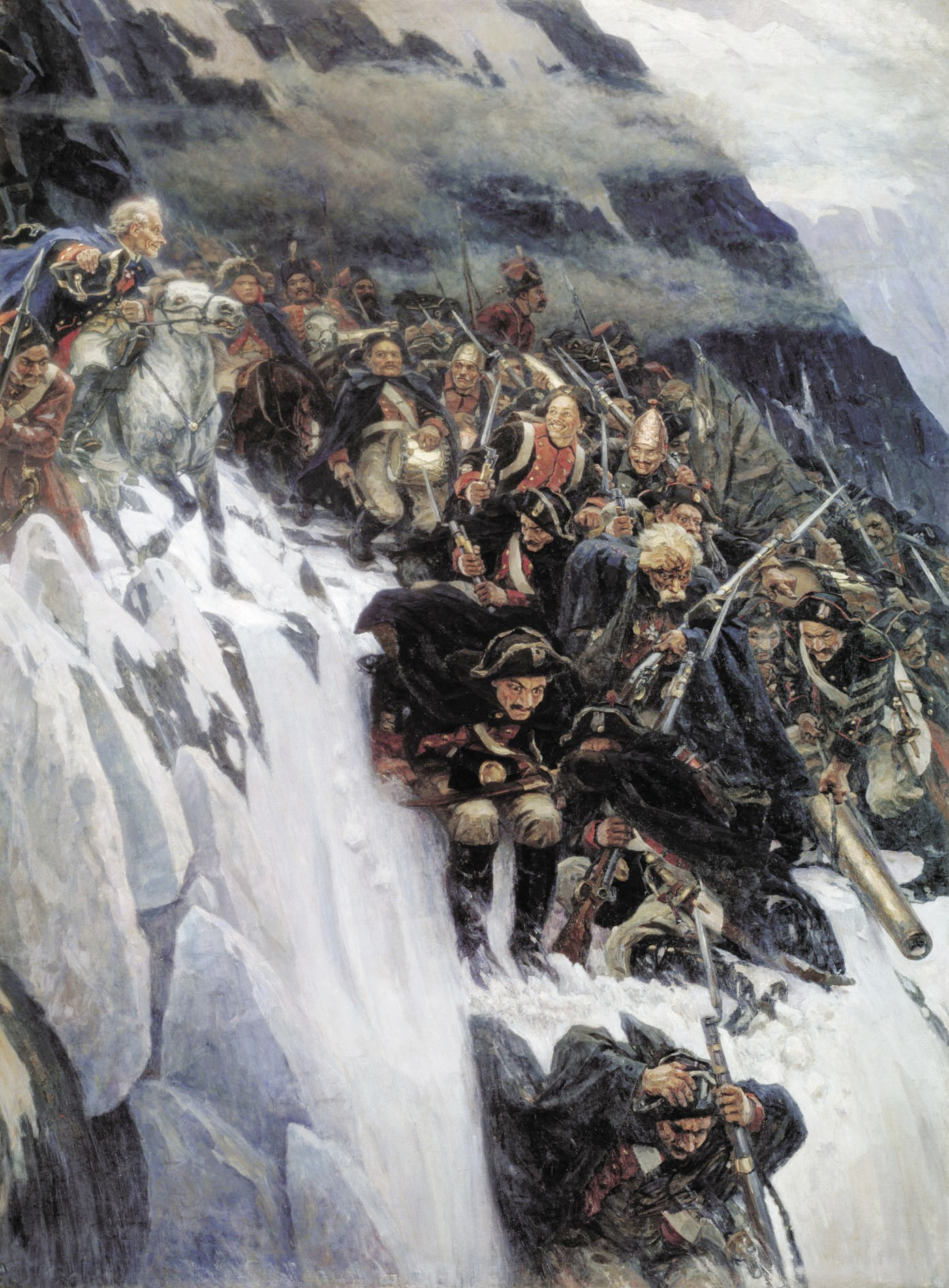
«Перехід Суворова через Альпи»
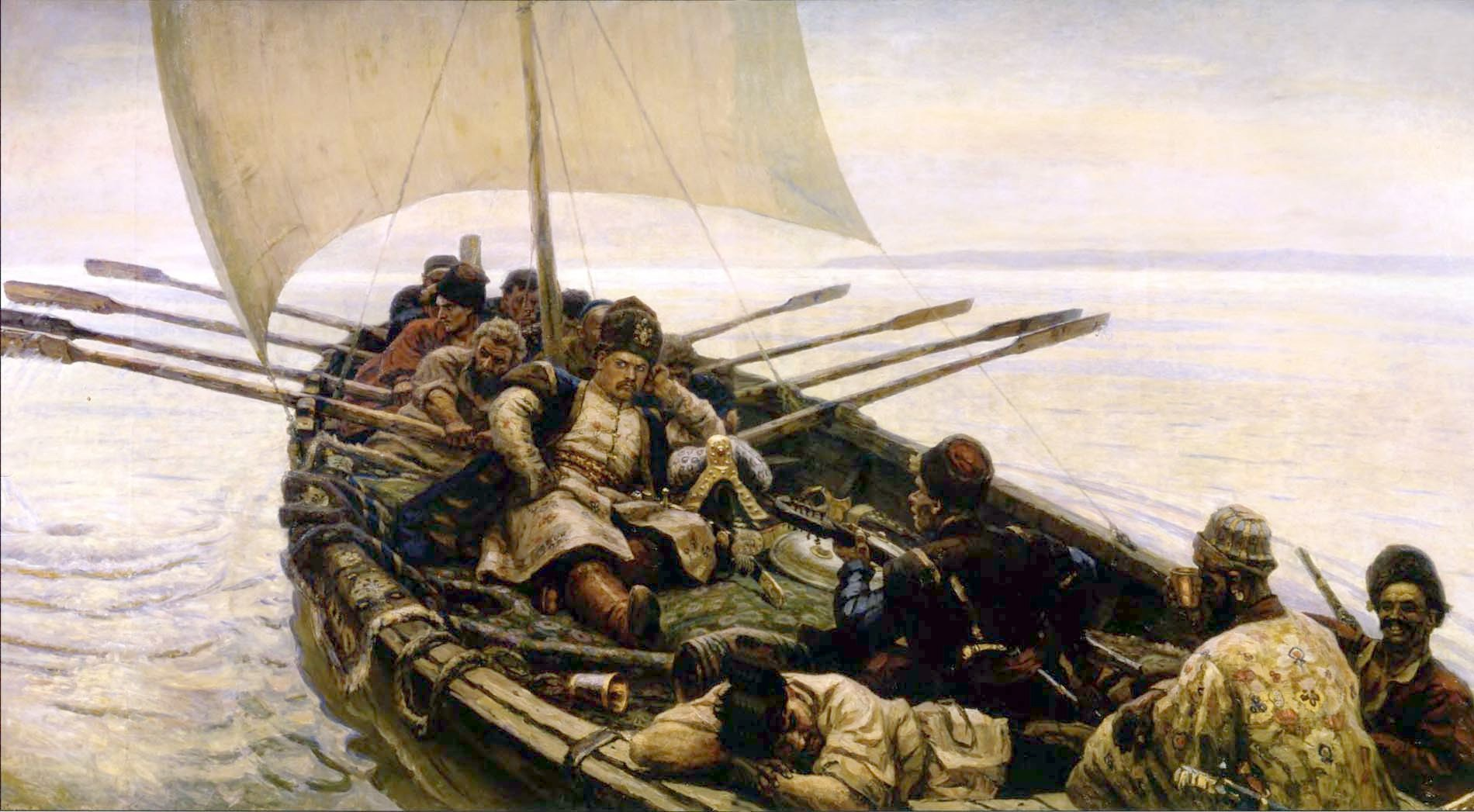
«Степан Разін»
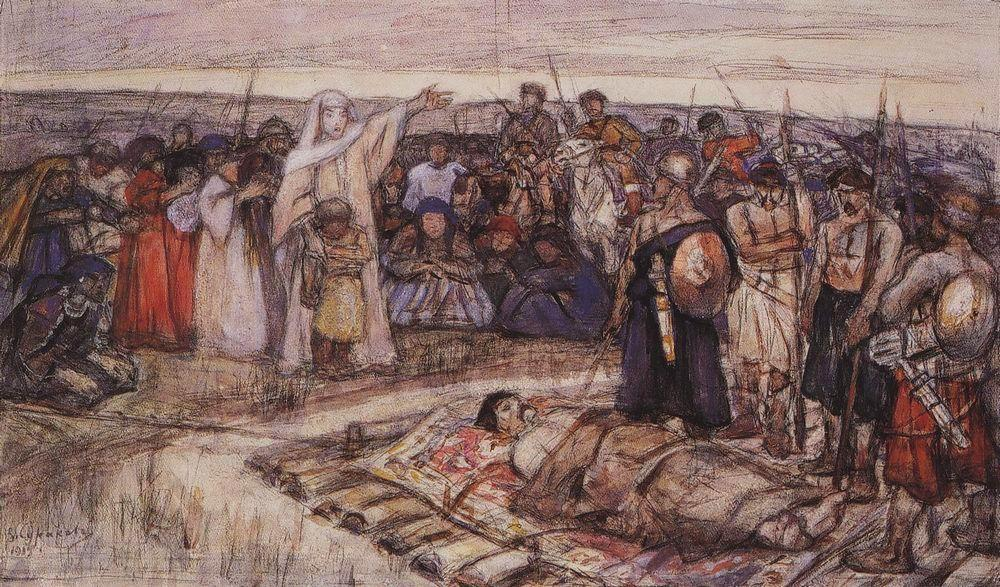
«Княгиня Ольга зустрічає тіло князя Ігоря, вбитого древлянами»

### Портрети

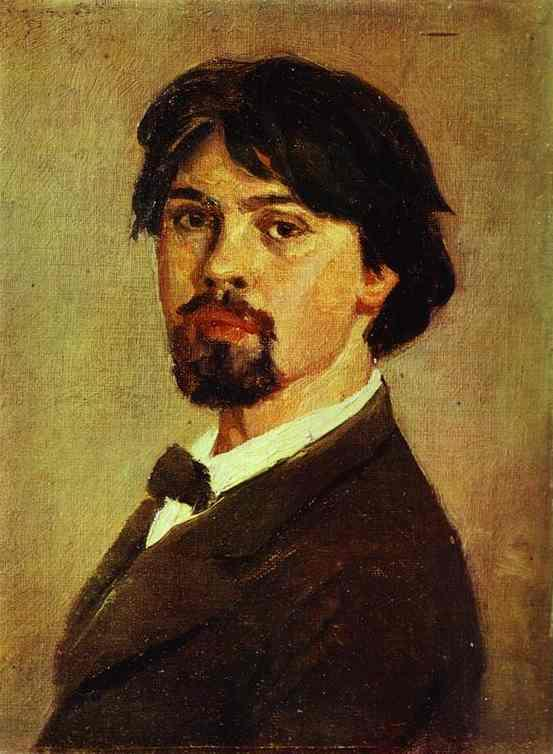
Автопортрет
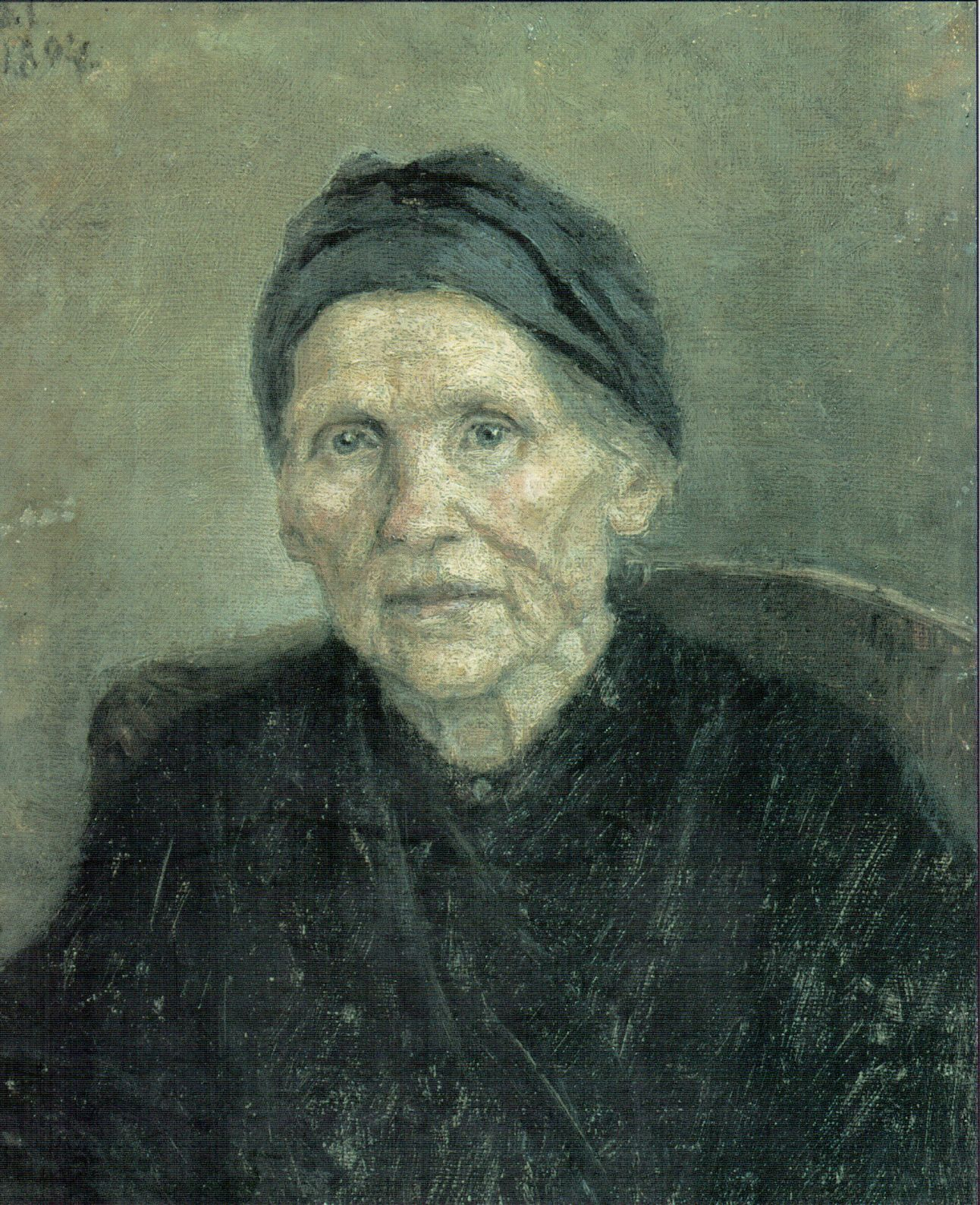
Мати художника в останні роки, 1894
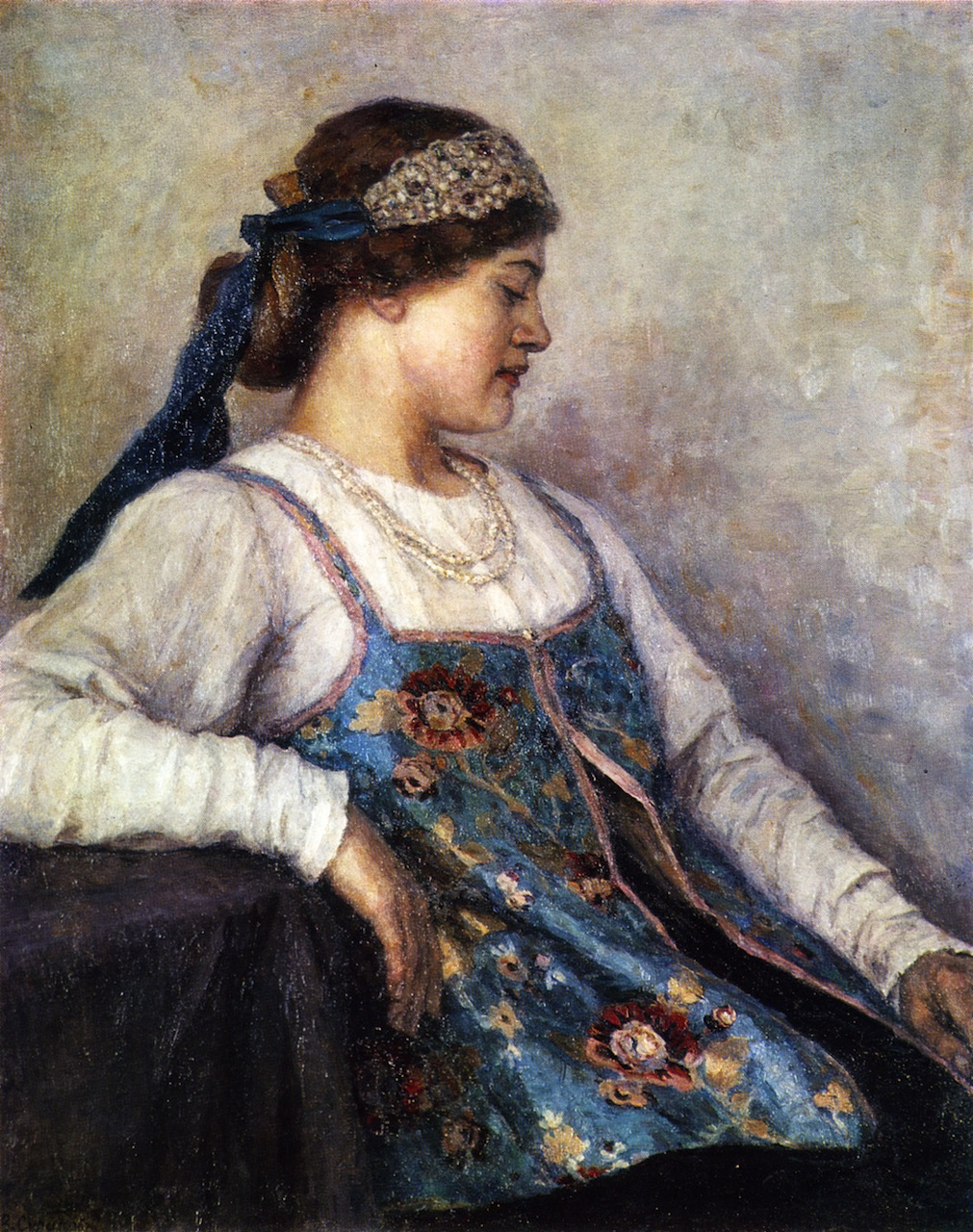
Наталя Матвєєва, 1909
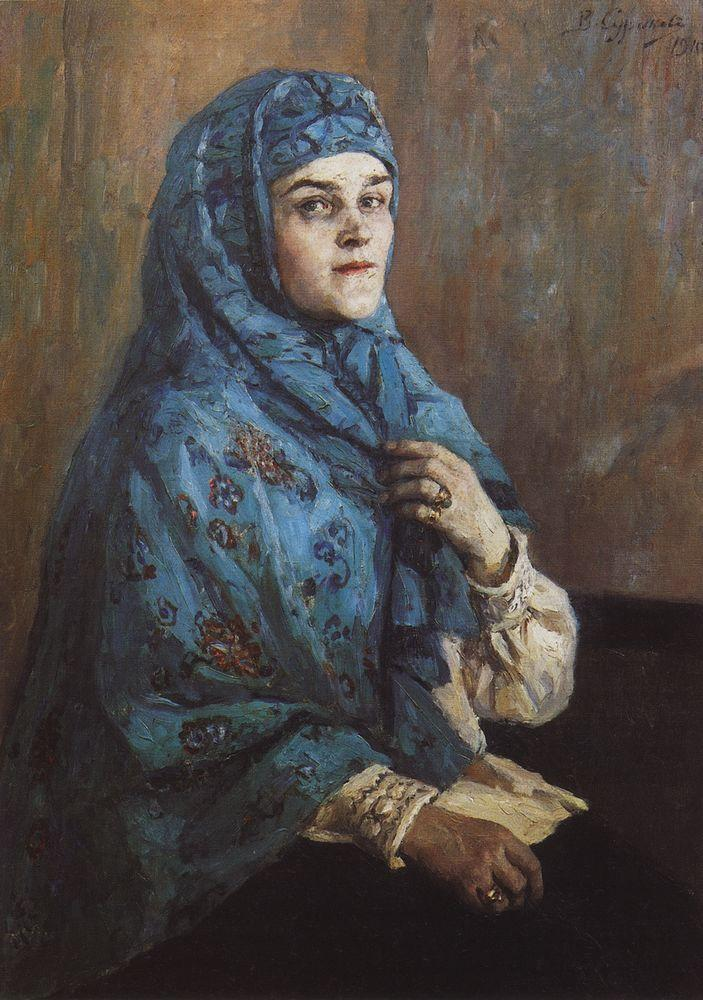
П. Щербатова, 1910
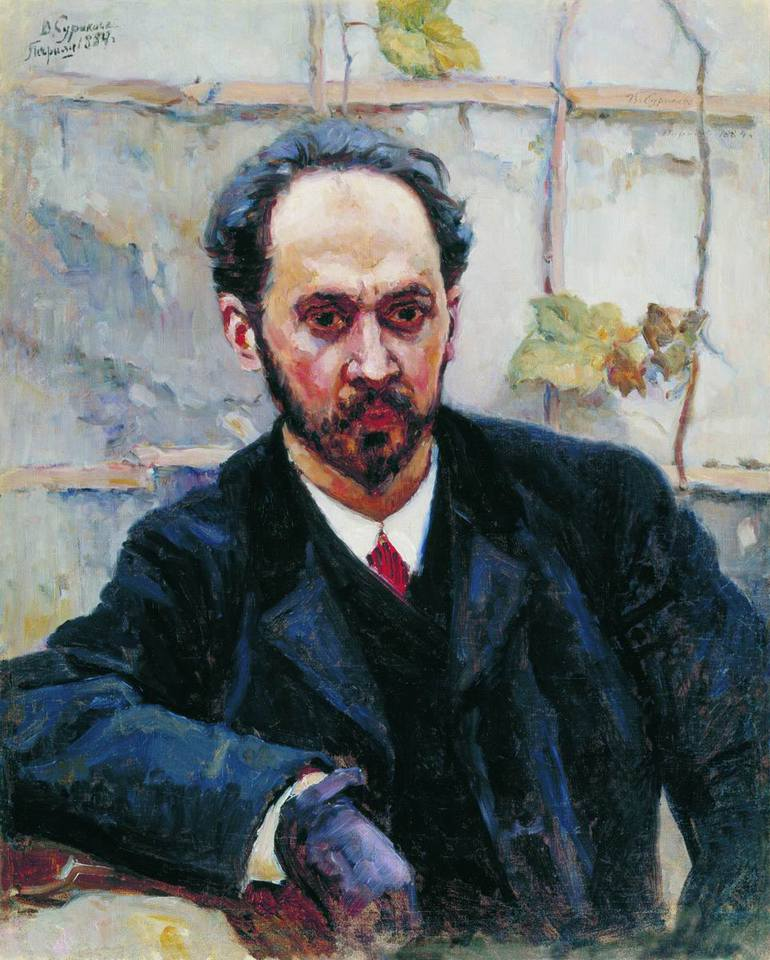
Портрет Крачковського
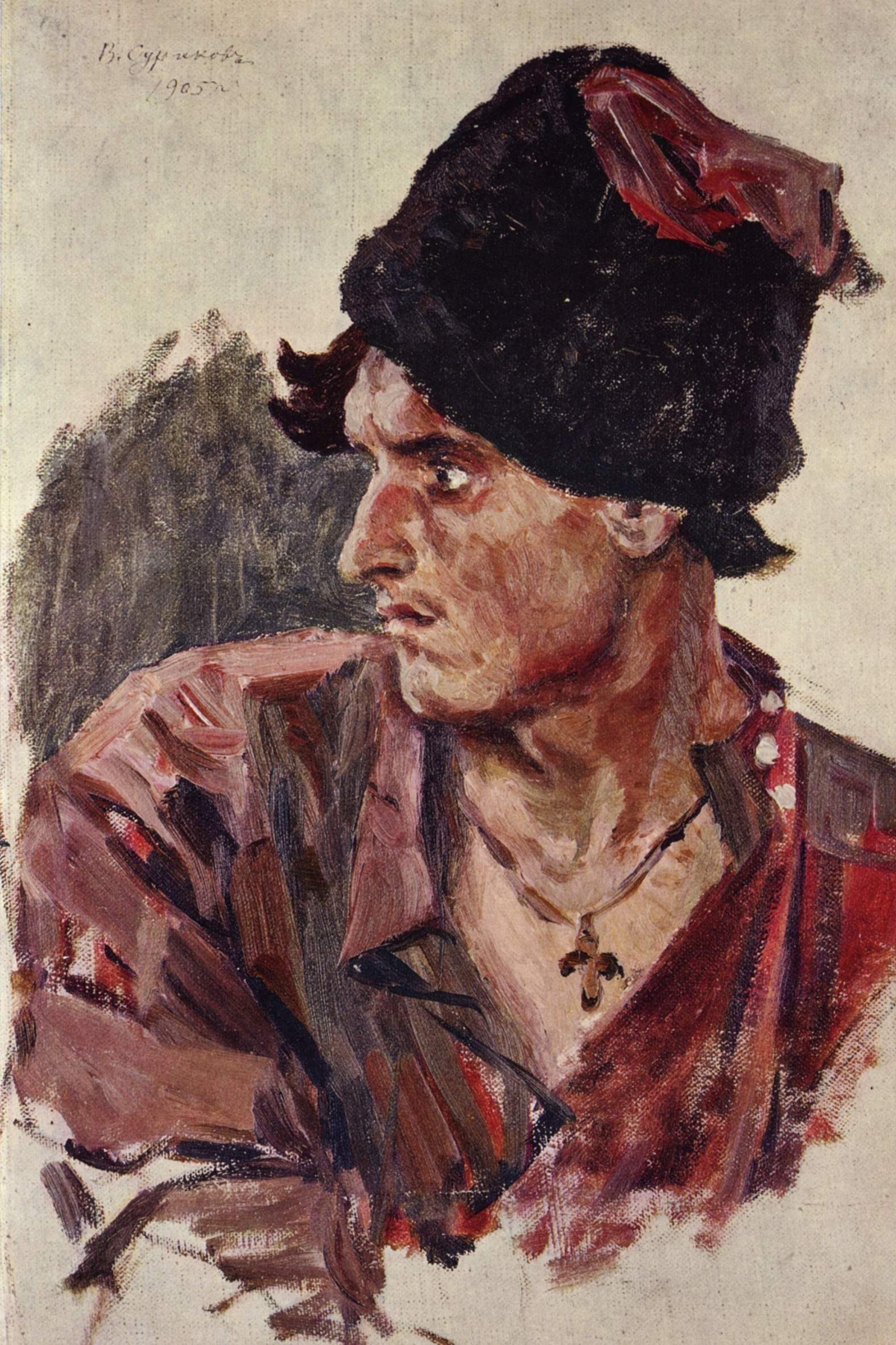
Ескіз

## Родина
- Дружина — Єлизавета Августівна (за іншими джерелами Артурівна) Шаре
- Дочки — Ольга (1878—1958), дружина П. П. Кончаловського, і Олена (1880—1963)
- Внучка — Наталя Кончаловська, дружина С. В. Михалкова
- Правнуки — М. С. Михалков і А. С. Кончаловський